# كلية (قرية)

كُلَيّة (بالضم ثم الفتح، وتشديد الياء، كأنه تصغير كُلْية) هي قرية تابعة لمحافظة رابغ، بمنطقة مكة المكرمة.

## الموقع الجغرافي والتاريخي
يقول علامة الجزيرة العربية حمد الجاسر : كليّة: بضم الكاف وفتح اللام والياء المثناة التحتية مشددة بعد هاء – من قرى حرب، بمنطقة رابغ، في إمارة مكة المكرمة.
يقول عرام: (... كلية: وهو وادٍ يأتيك أيضا من شمنصير وذرة وكل هذه الأودية تنبت الاراك والمرخ والدوم وهو المقل والنخل وليس هناك جبال، وبكلية على ظهر الطريق ماء آبار يقال للآبار كلية، وبهن يسمى الوادي).
جاء في صبح الأعشى (التاسع (وادي كُلَيَّة) - بضم الكاف وفتح اللام وتشديد الياء المثناة تحت المفتوحة وهاء في الآخر- وهو واد بالقرب من خليص به نحو سبعة أنهر على كل نهر قرية، وكان بيد سُلَيم، وقد خرب من مدة قريبة بعد الثمانين والسبعمائة).
وقال الأصفهاني في الأغاني: (... حدثني رجل من من خزاعة من أهل كُلَيّة وهي قرية كان فيها النصيب وكُثيِّر..إلخ)
وقال عاتق البلادي رحمه الله: كلية وادٍ من أودية الحجاز الغربية ومن أشهرها، يأخذ من حرة ذرة من سفوحها الغربية الشمالية، ثم ينحدر غرباً بين جبال ذروة شمالاً وجبل فرسان جنوباً، ويسمى أعلاه ثَمِرة وبين ذروة وفرسان الحصينية، فإذا تسهل من الجبال أطلق عليه اسم كلية وصار سهلاً واسعاً تجري كلية في وسطه ودوران في جنوبه، ودفين في شماله.
جاء في معجم البلدان والقبائل: كُلَيّة قرية في منطقة مكة المكرمة، تقع على ارتفاع 108 أمتار فوق مستوى سطح البحر، ويقطنها من 100 إلى 499 نسمة، وترتبط مع طريق جدة - ينبع الرئيس بدرب مستو ومتموج لا بأس به، طوله 11 كم، وهو عرضة للجلاميد والجراول، وتشمل الأنشطة الزراعية زراعة القمح والبرسيم والنخيل وبعض الفواكه والخضروات، مع تربية الماشية من الإبل والغنم والماعز، وبها ماء عذب كاف، ونسبة عذوبة الماء هي 76 - 100%.(Murrow - Wilson,1970).
وقال الدويش: ...... انص ربوعي في مدالج كلية..... فيه قرى متناثرة على آبار زراعية رهية الماء، وارضه خصبة، وهو يتبع رابغ إدارياً.
سكانه بنو عصية من سليم في ثمرة، وبشر من بني عمرو من حرب في الحصينية، وفي كلية قبائل الذرا والفوارس وبني سفر وكلها من زبيد وهو من أبرز وأشهر أودية الحجاز الغربية.
وتبعد عن محافظة رابغ 45 كم تقريباً، في الاتجاه الجنوب الشرقي وتعد كلية الواجهة البرية لـ مدينة الملك عبد الله الاقتصادية، وتتقاسم مع هذه المدينة العملاقة المدخل (الكوبري).

## قصائد ذكرت فيها (كُليّة)
في «الأغاني» كُليّة قرية بين مكة والمدينة وأنشد لنُصيب:
خليليّ إن حلّـت كُليّـة فالـرّبا
فذا أمَج فالشعبَ ذا الماء والحمض
وأصبــح من حَوْران أهلي بمنزل
يبعــد مــن دونهــا نــازحُ الأرض
وإن شئتمـا أن يجمع الله بيننـا
فخوضـا لي السّــمّ المضّرج بالمحـض
ففي ذاك عن بعـض الأمور سلامـةً
وللموت خيرٌ من حيــاة علـى غمـض.
وكان بها يوم للعرب. قال خُوَيلد بن أسد بن عبد العُزّي:
أنا الفارس المذكور يوم كُليّة
وفي طرف الرّنقاءِ يومك مُظلَـمُ
قتلتُ أبــا جزءٍ وأشويتُ محَصناً
وأفلتني ركضاً مع الليل جَهضـمُ 
كان يقال لخويلد بن أسد بن عبد العزى أبو الخسف لقوله:
نحن أباة الخساف يوم كلية
ونحن أباة الخساف كل مكان
قال ابن محفض المازني: وإن تك درعي يوم صحراء كُليّة أصيبت فما ذاكم علي بعار
ألم تك من أسلابكم قبل ذاكم على وقبي يوماً ويوم سفار
فتلك سرابيل ابن داود بيننا عواري والأيام غير قصار 

## السكان
كُليّة واحدة من ديار زبيد من مسروح من حرب، يقول فؤاد حمزة: إمارة رابغ ومركزها بلدة رابغ، ذات المرفأ الطبيعي الجميل ويتبعها أكثر بطون مسروح من حرب الحجاز. ويبلغ عدد سكانها (15.000) نسمة تقريباً.

## الأحياء السكنية
الأحياء السكنية مرتبةً حسب موضعها الجغرافي للداخل للقرية من غربها إلى أقصاها شرقاً:
1. حي النخل
2. حي سوق البريد
3. حي الصمد
4. حي المستوصف الجنوبي (حارة العوامره)
5. حي المستوصف الشمالي (حارة ذوي حمدي)
6. حي الطارف
7. حي ذوي بركة
8. حي الشعيبات والعباسية
9. حي البساتين
10. حي ذوي عمر
11. حي الخضاريه
12. حي الحويلة
13. حي المشراف
14. حي البركة

## المرافق التعليمية
يوجد بها عدة مرافق تعليميه، يتعلم فيها قرابة (1600) طالب وطالبة، وهي كالآتي:
1. مدرسة ثانوية للبنين.
2. مدرسة متوسطة للبنين.
3. ثلاثة مدارس ابتدائية للبنين.
4. مدرسة ثانوية للبنات.
5. مدرسة متوسطة للبنات.
6. مدرستين ابتدائية للبنات.
7. روضة واحدة للجنسين.

## القرى التابعة لكُليّة
1. الحصينية
2. قربى
3. دوران
4. دفين
5. الحصينيه

## وصلات خارجية
- نبذة تاريخية عن كُليّة.
- بوابة إمارة منطقة مكة المكرمة.
- معجم البلدان والقبائل، دارة الملك عبد العزيز، ج8 ص556